# Yu Yu Hakusho - Il sigillo d'oro
Yu Yu Hakusho - Il sigillo d'oro (幽☆遊☆白書?, Yū Yū Hakusho) è un film d'animazione del 1993 diretto da Noriyuki Abe.
La pellicola è ispirata alla serie manga ed anime Yu degli spettri ed uscita nei cinema il 10 luglio 1993. In italiano è stata doppiata e distribuita in Italia nel primo DVD della serie distribuito da De Agostini nel 2007, e in seguito trasmessa su Man-ga nel 2015. L'edizione italiana rimette insieme tutto il cast di voci della serie TV ad eccezione di Piccolo Enma.

## Trama
Durante le vacanze estive, Yusuke e Kuwabara stanno trascorrendo il proprio tempo libero allenandosi combattendo contro alcune gang rivali. Tuttavia le loro vacanze vengono interrotte dall'arrivo di Botan, che comunica loro che il Piccolo Enma, principe del Regno degli Spiriti, è stato rapito. I rapitori hanno chiesto come riscatto il "sigillo d'oro", un oggetto talmente potente da essere in grado di portare il proprio possessore sul trono del Regno degli Spiriti. Yusuke, Kuwabara e Botan, insieme ai loro amici, hanno pochissimo tempo per salvare il Piccolo Enma, prima che egli venga ucciso, ed ovviamente non possono concedere ai nemici il prezioso sigillo d'oro. Il gruppo dovrà studiare un modo per venire ugualmente a capo della crisi.

## Colonna sonora
Sigla di apertura
- Bomb of your Smile cantata da Matsuko Mawatari

Sigla di chiusura
- Sayonara Bye Bye cantata da Matsuko Mawatari